# Marioara Nistor
Marioara Nistor (n. 13 ianuarie 1955

) este un fost deputat român, ales în legislatura 2012-2016 din partea grupului parlamentar PP-DD.
În timpului mandatului său, Marioara Nistor a trecut la grupul parlamentar al Partidului Social Democrat.